# Robert Prosky
Robert Józef Porzuczek (Filadélfia, 13 de dezembro de 1930 - Washington, 8 de dezembro de 2008), mais conhecido por Robert Prosky, foi um ator estadunidense.
Formado em Economia na Universidade Temple, trabalhou como contador no Sistema de Reserva Federal dos Estados Unidos e paralelamente estudou teatro no "American Theatre Wing".
Sua carreira de ator iniciou-se quando montou um pequeno teatro em sua cidade natal e logo após, foi contratado para atuar em peças da Broadway, onde chegou a ser indicado duas vezes para o Tony Award entre as décadas de 1980 e 1990.
Em 1971, estreou na televisão fazendo parte do elenco do telefilme "They've Killed President Lincoln!" e no cinema, estreou em 1978, no filme The Brink's Job
Entre seus inúmeros trabalhos, destacam-se: Broadcast News (1987), The Great Outdoors (1988), Gremlins 2: The New Batch (1990), Hoffa {1992}, Last Action Hero (1993), Mrs. Doubtfire (1993), Dead Man Walking (1995), entre outros.